# Samin Nosrat
Samin Nosrat (en persa: ثمین نصرت‎,  /s@'min_'nVsɹɑ:t/; San Diego, 7 de noviembre de 1979) es una cocinera, presentadora de televisión y escritora gastronómica estadounidense. Es la autora de Sal Grasa Ácido Calor, libro de cocina incluido entre la lista de los más vendidos del The New York Times Best Seller list y ganador de un Premio James Beard. El libro fue la base de una docuserie de Netflix del mismo nombre. Hasta febrero de 2021, fue columnista en The New York Times Magazine.

## Educación
Nació en San Diego, California, el 7 de noviembre de 1979. Sus padres emigraron de Irán a los Estados Unidos en 1976. Nacidos en Irán, dejaron el país debido a persecución sancionada por el estado de seguidores, como su padre, del bahaísmo. Acudió a La Jolla High School y a la University City (San Diego). Creció comiendo cocina iraní y no aprendió a cocinar hasta que fue adulta.
En 1997, Nosrat se matriculó en la Universidad de California en Berkeley, especializándose en inglés. En su segundo año (2000), cenó en Chez Panisse e inmediatamente decidió trabajar allí ayudando con las mesas. Nosrat finalmente se abrió camino hasta la cocina del restaurante, convirtiéndose en cocinera y trabajando con Alice Waters, quien la describió como «la próxima gran maestra de cocina de Estados Unidos.»

## Carrera

### Pasos previos
Después de dejar Chez Panisse, Nosrat trabajó en Italia y en el área de restaurantes de Berkeley. Empezó a impartir clases de cocina privada en 2007. Más tarde trabajó con el gastrónomo y activista Michael Pollan, quien la incluyó en su libro y la serie documental Cooked de Netflix.

### Sal, grasa, ácido, calor
Su libro Sal, grasa, ácido, calor fue publicado en 2017, ilustrado por Wendy MacNaughton y prologado por Michael Pollan. Fue considerado "Food Book of the Year" por el The Times y The New York Times Best Seller list. El libro también ganó en 2018 un James Beard Award por Best General Cookbook, considerado recetario del año por la International Association of Culinary Professionals, y ganador del 2018 IACP Julia Child First Book Award.
La docuserie de Netflix basada en su libro se lanzó el 11 de octubre de 2018. La estructura se dividió en cuatro episodios con cada uno de los elementos del título como protagonista. El espectáculo fue descrito por The Washington Post como «no se parece a ningún otro programa gastronómico en televisión».

### Otros proyectos
Desde 2017 hasta febrero de 2021, Nosrat mantuvo su firma como columnista en el The New York Times Magazine
En marzo de 2019, Nosrat anunció el que será su siguiente recetario, otra vez en colaboración con MacNaughton, llamado What to Cook, con 120 recetas.
En marzo de 2020, Nosrat y su productor Hrishikesh Hirway comenzaron el pódcast Home Cooking, para ayudar a la gente a cocinar para sí mismos durante la pandemia global del COVID-19.